# Roger Guillaume
Pour les articles homonymes, voir Guillaume.
Roger Guillaume, né le 20 janvier 1934 à Saint-Romain-le-Puy (Loire) et mort le 11 janvier 2009 à Montbrison (Loire), est un ancien joueur de basket-ball français. Il évolue au poste d'ailier.

## Palmarès
- Champion de France 1959